# Собия
Собия (араб. سوبيا‎) — прохладительный напиток, популярен в регионе Хиджаз, в Саудовской Аравии . Собия обычно производится в Саудовской Аравии из хлеба, ячменя или овса,  — из молочных продуктов. И широко производится и потребляется во время Рамадана.

## Производство
Сироп собия изготавливается из ячменя, сухого хлеба, овса или изюма, в которые после фильтрации добавляют сахар, кардамон и корицу, смешанные в пропорциональных количествах, а затем добавляют лед для охлаждения.
Он представлен в нескольких цветах: белый — цвет ячменя, красный — с клубничным вкусом и коричневый — с добавлением тамаринда, и его рекомендуется пить в течение двух или трех дней, потому что после этого он теряет свою питательную ценность. Обычно считается освежающим напитком. Есть и другие способы его приготовления на основе молока и ванили, что является наиболее распространенным методом в Египте.

## Алкоголь и ферментация
Управление по санитарному надзору за качеством пищевых продуктов и медикаментов Саудовской Аравии указало, что существует небольшой процент этанола (алкоголя), который является результатом процесса самоферментации соков и напитков, который является естественной химической реакцией при добавлении сахара.
Собия считается ферментируемой при хранении более 2 дней, и были проведены исследования для определения процентного содержания опьяняющего этилового спирта в образцах сиропа, который достигает 2,3 % через 24 часа и увеличивается до 4,2 % через 48 часов, пока не достигает 6,8 % через 72 часа.